# Don Reinhoudt
Donald C. Reinhoudt, Jr. (Brockton, 5 de março de 1945 – 4 de julho de 2023) foi um ex-campeão mundial de levantamento de peso básico (powerlifting) e atleta de força (Strongman) dos Estados Unidos.
Foi o primeiro homem a quebrar o recorde total de 2400 libras no powerlifting, realizado de acordo com os padrões de hoje, batendo o lendário Jon Cole, em 1975. Definiu e quebrou mais de quarenta registros de powerlifting ao longo de sua carreira; ele é amplamente considerado como um dos melhores powerlifters de todos os tempos. Reinhoudt ainda deteve o recorde mundial do maior total bruto raw (cru) na história de 2391 lbs até ser superado por Ray Williams em 9 de setembro de 2017 (2436 lbs).
Como atleta de força, em seus últimos anos de atividade, convidado, participou dos primeiros eventos de atletismo de força (Strongman), e ganhou a competição do World's Strongest Man de 1979, batendo, em 3 eventos, um jovem Bill Kazmaier. Ele foi forçado a retirar-se da competição de Homem Mais Forte do Mundo de 1980 depois de rasgar seu bíceps e lesionar o tendão da perna, o que levou ao final de sua carreira. Aposentou-se da competição em agosto de 1980, pouco depois desse concurso.